# István Csom
István Csom (Sátoraljaújhely, 2 giugno 1940 – 28 luglio 2021) è stato uno scacchista ungherese, Grande maestro.

## Biografia
Insignito del titolo di Maestro Internazionale nel 1967 e di quello di Grande Maestro nel 1973, Csom fu campione ungherese nel 1972 e nel 1973 (quest'ultima a pari merito con András Adorján e Zoltán Ribli), e fece parte, come prima riserva, della squadra ungherese che vinse l'oro alle Olimpiadi degli scacchi del 1978 davanti all'Unione Sovietica. Alle Olimpiadi, partecipando nove volte, ottenne anche altre tre argenti di squadra e, individualmente, un oro (1980, quarta scacchiera) e un argento.
Tra i tornei internazionali da lui vinti vi sono quelli di Olot (1973 e 1975), Cleveland (1975), Berlino (1979), Copenaghen (1983), Jarvenpaa (1985) e  Delhi (1987). Nel 1975 vinse il torneo zonale di Pola di qualificazione per il mondiale 1978, qualificandosi per l'interzonale di Bienne, dove si piazzò nono, non riuscendo ad accedere ai match dei candidati.